# Amasifuin
Amasifuin, indijansko pleme nepoznatog jezičnog porijekla koje je nekada živjelo na lijevoj obali rijeke Huallaga u Peruu u blizini plemena Chasutino (Cascoasoa) (Izaguire 1922). Plemenski teritorij bio je okružen Cahuapananskim i Cholonanskim plemenima.